# Калиновка (присілок, Ігринський район)
Кали́новка (рос. Калиновка) — присілок в Ігринському районі Удмуртії, Росія.

## Населення
Населення — 46 осіб (2010; 57 в 2002).
Національний склад станом на 2002 рік:
- удмурти — 72 %
- росіяни — 28 %

## Урбаноніми[3]
- вулиці — Зарічна